# Boris Sokolovskij
Boris Il'ič Sokolovskij (in russo Борис Ильич Соколовский?; Penza, 12 settembre 1953) è un ex cestista e allenatore di pallacanestro russo, fino al 1991 sovietico.

## Carriera
Dal 2009 al 2012 ha guidato la nazionale di pallacanestro femminile della Russia.